# 카야 칼라스
카야 칼라스(에스토니아어: Kaja Kallas, 1977년 6월 18일~)는 에스토니아의 정치인으로, 제19대 총리를 역임하였다. 현재는 유럽 연합 외교 문제·안보 정책 고위대표를 맡고 있다.

## 생애
에스토니아 타르투에서 태어났다. 아버지는 심 칼라스이며, 2002년부터 2003년까지 핀란드의 총리를 지냈다. 2021년 총리에 취임하여 2024년까지 역임했다. 에스토니아 개혁당 소속으로 에스토니아 의원을, 유럽 자유민주동맹당 소속으로 유럽 의회 의원을 역임했고 2018년부터 개혁당의 대표를 맡고 있다. 정계 입문 전에는 독점금지법 전문 변호사로 활동했다. 에스토니아의 첫번째 여성 총리다. 2024년에는 유럽연합의 외교정책을 담당하는 유럽 연합 외교 문제·안보 정책 고위대표에 임명되었다.